# Núcleo Universitario El Vigía ULA
El Núcleo Universitario "Alberto Adriani" conocido por su acrónimo NUAA, es una sub-sede de la Universidad de Los Andes, ubicada en la parroquia Presidente Páez, de la ciudad de El Vigía, municipio Alberto Adriani, estado Mérida, en ella se imparten estudios de pregrado en importantes áreas como ingeniería y ciencias agrarias, con una afluencia hacia los habitantes de los Pueblos del Norte del estado Mérida, Montaña Baja del estado Táchira y zona Sur del Lago de Maracaibo, esta última subregión Venezolana de los estados Mérida, Táchira, Zulia y Trujillo.

## Historia

### Antecedentes
La aspiración de la presencia de la Universidad de Los Andes en El Vigía data de la década de los setenta del pasado siglo, desde el 22 de enero de 1972, fecha en la cual el entonces Presidente de la República Rafael Caldera, visitó a El Vigía para inaugurar la Urbanización Carabobo, el Grupo Tovar y la primera etapa del denominado complejo deportivo de Buenos Aires, hoy Complejo Polideportivo "Carlos Maya", allí el presidente del Concejo Municipal le hiciera entrega de un memorándum solicitándose la Extensión Universitaria para El Vigía, acto que contaría con la manifestación de un grupo de jóvenes egresados y estudiantes del Liceo Alberto Adriani, con pancartas en mano reafirmaban dicha solicitud en las inmediaciones del complejo deportivo.
Por varios años la solicitud de creación de una extensión universitaria para los Vigienses quedó engavetada a pesar de los diversos esfuerzos por parte de distintos grupos y fuerzas vivas de la ciudad, tales como la Asociación de Ganaderos de Alberto Adriani, quienes bajo la gestión del señor Manuel Guerrero en 1987 concretaron algunas acciones de acercamiento de la ULA a la zona, como fueron la realización del primer Consejo de Medicina en el Hospital de El Vigía, con la participación de 17 médicos de esta facultad; otros fueron los casos de acercamiento entre la Escuela de Bioanálisis y la empresa Indulac quienes realizaron estudios sobre la brucelosis y su impacto económico, sanitario y social.
Otras acciones relevantes fueron: la oferta del doctor Pedro César Omaña, que donaba parte de su finca para el proyecto de la construcción del Núcleo de la ULA, en El Vigía, planteamiento que no fue tomado en cuenta por la Universidad para el momento y el desprendimiento mostrado por la señora Nicolasa Chacón, dueña de la Finca Judibana, en que la que hoy se encuentra la sede de la Universidad, vendida a un precio módico, por la misión que iba cumplir.
Muchos otros más fueron los intentos de gestión para dar inicio a carreras de pregrado en territorio "Adrianista", manteniéndose como una esperanza el funcionamiento de la Hacienda Experimental de estudios genéticos y de mejoramiento de razas "La Judibana" la cual desempeñaba actividades de investigación dentro de la ciudad surlaguense.
El 29 de mayo del 2006, el Consejo Universitario en sesión ordinaria mediante resolución CU-1115, designa una comisión encargada del "Proyecto Académico Núcleo Experimental del Vigía", conformada por los profesores: Willian Lobo Quintero†, Leonardo Casanova Matera, Francisco Carreras García, José Raúl Rujano Maldonado y Eladío Dapena Gonzalez, este último designado como coordinador de la comisión. La comisión se encargó de elaborar, con la colaboración de la Lic. Alba Marcano de  PLANDES el proyecto del nuevo núcleo para la ciudad del Vigía. Proyecto que culminó el día 29 de enero del 2007 con la designación del Dr. Eladio Dapena Gonzalez como primer Director del Núcleo Universitario Alberto Adriani, mediante decreto número 75 del rector Lester Rodriguez Herrera. Se iniciaba así la construcción de la sede del nuevo núcleo por parte de la dirección de ingeniería y mantenimiento donde destacan: el arquitecto del proyecto Pedro Armando Gonzalez Orsini y los ingenieros responsables Luís Felipe Farger y Asdrubal Fernandez, quienes conjuntamente con el director del núcleo, en tan sólo ocho meses inauguraban el nuevo núcleo de la Universidad de los Andes.

### Actualidad
El 9 de septiembre de 2007 el núcleo daría inicio a sus actividades de docencia tras la celebración de una Clase Magistral a cargo del entonces Rector, Profesor Lester Rodríguez Herrera, quien conjuntamente con el director del núcleo Dr. Eladio Dapena, anunciaban oficialmente el inicio de las carreras de pregrado en Ingeniería, con la coordinación académica del núcleo a cargo de la Profesora Delfina Padilla y de la mano con la Facultad encargada del área, motivado a la posibilidad de desarrollar por los momentos solo el "Ciclo Básico" de las mencionadas carreras.
El año 2015 del consejo de Núcleo decide llevar las carreras de ingeniería a su 100% de desarrollo aprobándose la ejecución de la totalidad de las actividades de pregrado, evitando así que los bachilleres cursantes tengan que trasladarse a la ciudad de Mérida para la culminación de sus estudios.
Tras la celebración de sus noveno aniversario como institución tangible en el ciudad de El Vigía, el vicerrector decano anunció que iniciado el año 2017 se llamara a inscripciones para el desarrollo de nuevas carreras como: Ingeniería Agrónoma y Veterinaria.

## Campus Universitario
La finca Judibana fue adquirida por la Universidad de Los Andes en el año 1988, con el propósito de impulsar algunas carreras relacionadas con el agro, la ciencia y tecnología, en ese sentido, en el año 1996 el CNU aprueba la creación de la Facultad de Ciencias Agronómicas y Veterinarias la cual, por diversos motivos o dificultades no se pudo concretar. Sin embargo la ULA siguió avanzando en la constitución de una figura jurídica que permita el manejo de la finca en un contexto académico y es así como, en 2002, se constituye en una Operadora Agrícola, como ente administrativo que se encarga del manejo de los ingresos derivados por la actividad agropecuaria.
En 2007 tras la creación del Núcleo Universitario "Alberto Adriani", la Dirección General de Planificación y Desarrollo de la Universidad de Los Andes - PLANDES desarrolló un proyecto de ejecución de espacios académicos programados y proyectados con base en un estudio de demanda de profesionales egresados y de la proyección matricular, la cual se haría con base en una matrícula de 500 estudiantes inicialmente para la primera etapa y con miras a albergar 2000 estudiantes para su segunda etapa, todos del Ciclo Básico de las seis ingenierías que desarrolla la ULA, y la incorporación de algunos programas académicos de: Humanidades y Educación, Ciencias de la Salud, Arquitectura y Diseño y otros programas académicos que señalen los estudios de factibilidad que permanentemente se realizan en la Institución.

### Desarrollo Urbanístico
En la primera etapa de desarrollo, se intervinieron 4 hectáreas en el sector sur oeste de la finca, sitio que presenta las mejores condiciones para la ubicación de los servicios básicos. Se construyeron 2.200 m² de estacionamiento, 1.500 m² de vialidad peatonal, se habilitaron drenajes y pozos de agua existentes, se inició la construcción de un pozo de 55 metros de profundidad para agua potable y se estructuró la red eléctrica.

### Arquitectura
La arquitectura planteada para el Núcleo está influenciada por una tendencia minimalista de formas simples y geométricas desarrollada por el Arquitecto Pedro Armando Gonzalez Orsini, definen una imagen limpia. Para la primera etapa de desarrollo se inició la construcción de dos naves industriales y un módulo de servicios. Las naves son de planta libre lo cual permitirá el cambio de uso con facilidad, ajustándose a las distintas actividades. En principio estas edificaciones se acondicionaron para salones de clases y biblioteca, para luego ser transformadas en talleres industriales, siendo este su uso definitivo.
La nave para usos múltiples se contempla como un espacio libre, protegido por paredes que arrojan sombra sobre los vanos de las ventanas, permitiendo el uso de la iluminación natural sin la incidencia directa de la radiación solar, de esta forma se optimiza la ventilación forzada y se garantiza el confort térmico del recinto.
El módulo de servicios contempla en su programación un cafetín con despensa y salas sanitarias para alumnos y profesores, al igual que en las naves, una planta libre regular, la cual admite, distintas propuestas de distribución. Es importante la relación espacial de esta edificación con el patio, ya que este sirve como espacio complementario del cafetín.

## Programas Académicos
De acuerdo a referencias suministradas por la Zona Educativa del Estado Mérida; por la Oficina de Admisión Estudiantil de la ULA (OFAE); informe emanado de la OPSU de “Lista de cola del proceso nacional de admisión 2006-07, discriminado por carreras, procedencia e instituciones de Educación Superior”; resultados de instrumentos aplicados para recopilar información de la Zona Sur del Lago de Maracaibo, entrevistas in situ realizadas a los representantes de las fuerzas vivas, asambleas de ciudadanos, productores, ganaderos, comerciantes, empresarios, dirigentes estudiantiles y vecinales, requerimientos del sector productivo, en particular de la industria petrolera “ Distrito Tecnológico Social de Automatización, Informática y Tecnología-Mérida, permitió determinar las demandas de formación de recursos humanos en las diferentes áreas del conocimiento que desarrolla la ULA en la actualidad y las que proyecta formular a los fines de satisfacer las necesidades de la comunidad surlaguense, determinándose que existe una demanda insatisfecha de 18.000 bachilleres, de los cuales:
- Un 12 % inclinan sus aspiraciones hacia los estudios de ingeniería

- 50% hacia carreras cortas en general

- 18% en el área de educación

- 18 % en el área de ciencias sociales, orientado hacia derecho, criminología, criminalística y administración y ciencias contables

- 2 % otras áreas del conocimiento

De esta información se derivo la puesta en funcionamiento de las carreras de Ingeniería ya ofertadas por el Núcleo Mérida pero en calidad de "Ciclo Básico", garantizando la culminación de las mismas en las instalaciones de la Facultad de Ingeniería en Mérida. En la actualidad tras un convenio firmado entre las autoridades de los Núcleos Universitarios "Alberto Adriani" y "Rafael Rangel" se iniciarán las carreras de Técnico Superior Universitario en Pecuaria y en Agrícola.

### Carreras Universitarias
- Ingenieria Civil.
- Ingenieria Eléctrica.
- Ingenieria Geológica.
- Ingeniería Mecánica.
- Ingeniería Química.
- Ingeniería de Sistemas.
- Técnico Superior Universitario en Agrícola.
- Técnico Superior Universitario en Pecuaria.